# إيرفينغ توماس
إيرفينغ توماس (بالإنجليزية: Irving Thomas) مواليد 2 يناير 1966 في بروكلين، هو لاعب كرة سلة أمريكي معتزل. بدأ مسيرته الاحترافية في سنة 1990. يبلغ طوله 6 قدم 8 بوصة (2.0 م). اعتزل اللعب في 1999.

## المسيرة الاحترافية
لعب مع لوس أنجلوس ليكرز في موسم 1990–1991، ثم لعب مع نادي بيناس ويسكا لكرة السلة في الدوري الإسباني في سنة 1993، ثم لعب مع دينامو باسكت ساساري في الدوري الإيطالي في موسم 1993–1994.

## روابط خارجية
- إيرفينغ توماس على موقع إن بي أي (الإنجليزية)
- إيرفينغ توماس على موقع سبورتس رفرنس (الإنجليزية)
- إيرفينغ توماس على موقع الدوري الإسباني لكرة السلة (الإسبانية)
- إيرفينغ توماس على موقع كلية كرة السلة في سبورتس رفرنس.كوم (الإنجليزية)
- إيرفينغ توماس على موقع ريلجم (الإنجليزية)
- إيرفينغ توماس على موقع بروبوليرز (الإنجليزية)
- إيرفينغ توماس على موقع سبورتس رفرنس (الإنجليزية)